# Гебхардт, Ананиас
Ананиас Гебхардт (англ. Ananias Gebhardt; 8 сентября 1988, Намибия) — намибийский футболист, защитник южноафриканского клуба «Барока» и сборной Намибии.

## Биография

### Клубная карьера
Начинал играть в футбол в 2006 году в клубе второй лиги Намибии «Инвисибл». В 2008 году перешёл в клуб высшей лиги «Рамблерс», где провёл два сезона. В дальнейшем выступал также за команды «Юнайтед Африка Тайгерс» и «Блэк Африка». В составе последнего стал чемпионом Намибии в сезоне 2013/14. В 2016 году, по данным сайта national-football-teams.com, Гебхардт провёл один матч в чемпионате Макао за команду «Каса де Португал». В том же году игрок подписал контракт с клубом первого дивизиона ЮАР «Джомо Космос». В сезоне 2017/18 занял с командой третье место и принимал участие в стыковых матчах за выход в Премьер-лигу, но неудачно. Летом 2018 года подписал контракт с клубом Премьер-лиги «Барока».

### Карьера в сборной
Является игроком сборной Намибии с 2011 года. В 2019 году Гебхардт был включён в заявку сборной на Кубок африканских наций, но во всех трёх матчах турнира остался на скамейке запасных. По итогам группового этапа Намибия не набрала ни одного очка и вылетела, заняв последнее место в группе.